# Hot Club Dortmund
Der Hot Club Dortmund war ein Jazzclub in Dortmund, der zwischen 1949 und 1962 bestand.

## Geschichte
Unmittelbar nach dem Zweiten Weltkrieg entstanden in der Bundesrepublik mehr als 20 häufig als Verein organisierte „Hot-Clubs“. In diesen Clubs wurde auf Schallplattenabenden primär afro-amerikanischer Jazz gehört. Die Hot-Clubs empfanden sich als Vorreiter, die unter der nationalsozialistischen Herrschaft verdammte und als entartete Musik verunglimpfte Jazzmusik zu rehabilitieren.
Der Hot Club Dortmund wurde in Absprache mit Olaf Hudtwalcker nach einer Veranstaltung am 27. Januar 1949 gegründet und bestand bis 1962. In ihm fanden sich junge lokale Jazzmusiker als ordentliche Mitglieder zusammen und bildeten eine junge Jazzszene. Bekannte Mitglieder dieser jungen Szene waren die Jazzmusiker Pit und Rainer Buschmann, Horst Himsel, Gerd Hauck, Siggi Gerhard und Hilbert Homberg. Die beiden Letzteren gründeten das Siggi Gerhard-Swingtett.
Neben besagten Schallplattenabenden, zu denen alle Mitglieder ihre Plattensammlungen zur Verfügung stellten, wurden auch Vorträge und Bildungsveranstaltungen veranstaltet. Der Hot Club organisierte Konzertabende mit teilweise sehr bekannten Jazzmusikern. So wurde Duke Ellington nach einem Konzert am 13. November 1949 Ehrenpräsident des Clubs. 1955 und 1957 veranstaltete der Verein auch gemeinsam mit der lokalen Volkshochschule unter Leitung von Alfons Spielhoff den Dortmunder Jazz-Salon, um dort den europäischen Jazz zu präsentieren.
Vorsitzender des Hot Clubs in Dortmund war zunächst der Journalist Rolf Düdder, ab 1958 Günter Boas. Zwischen 1952 und 1957 war der Hot Club Dortmund Mitglied der Deutschen Jazz Föderation, wo er Horst Lippmann eine „Kommerzialisierung“ (anlässlich der Einladung von Caterina Valente zum Deutschen Jazzfestival) und „Vetternwirtschaft“ vorwarf.
Nachfolger des Hot Clubs in Dortmund wurde das sechs Jahre nach der Schließung gegründete domicil.